# Andrés de Yugoslavia (1929-1990)

Monograma Real del Príncipe Andrés de Yugoslavia

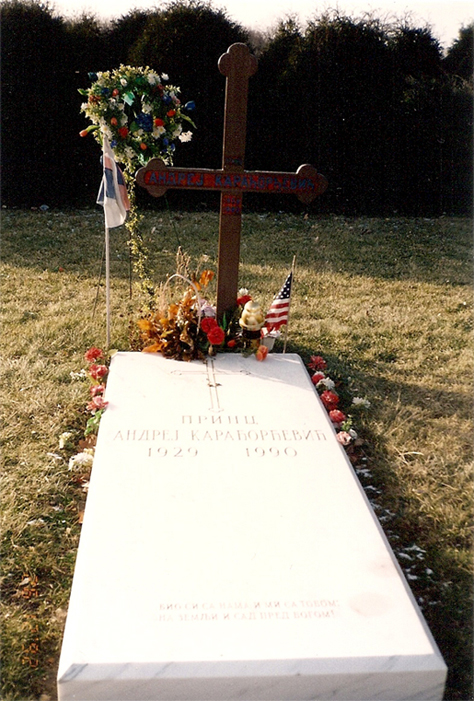
Antigua tumba del príncipe Andrés de Yugoslavia.

Andrés de Yugoslavia (en serbio: Андреј Карађорђевић; Bled, Eslovenia, 28 de junio de 1929 - Irvine, California, 7 de mayo de 1990) príncipe de Yugoslavia, hijo menor del rey Alejandro I de Yugoslavia y de su esposa, la princesa María de Rumanía.

## Biografía
Fue educado junto a su hermano Tomislav en internados de Inglaterra y Suiza. 
En 1945, cuando su hermano Pedro II fue destronado y la monarquía yugoslava abolida, Andrés se exilió a Londres. Allí estudió Matemática en el Clare College de la Universidad de Cambridge y se dedicó a ser corredor de seguros.

## Matrimonios e hijos
El 2 de agosto de 1956, se casó en Kronberg in Taunus, con la princesa Cristina Margarita de Hesse-Kassel (1933-2011), hija mayor de Cristóbal de Hesse-Kassel y Sofía de Grecia y Dinamarca. Su suegro, fallecido en 1943, había sido jefe del servicio secreto nazi de Hermann Göring y su suegra, hermana mayor del príncipe Felipe, duque de Edimburgo, esposo de Isabel II. La pareja tuvo dos hijos:
- María Tatiana de Yugoslavia (Londres, 1957), quien se casó con Gregorio Thune-Larsen., tuvieron dos hijas:
  - Sonia Tatiana Thune-Larsen (29 de octubre de 1992).
  - Olga Cristina Thune-Larsen (26 de octubre de 1995).
- Cristóbal de Yugoslavia (Londres, 1960-1994), quien falleció en un accidente de bicicleta., soltero y sin descendencia.

En 1962, los príncipes se divorciaron en Londres y ese mismo año Cristina Margarita se volvió a casar con el poeta Roberto Floris van Eyck, hermano del arquitecto Aldo van Eyck.
Al año siguiente, el 18 de septiembre de 1963, Andrés contrajo segundas nupcias, primero civilmente en Langten Green, Kent, y luego religiosamente en Amorbach, Baviera, con la princesa Kira Victoria de Leiningen (1930–2005), hija de Federico Carlos, VI príncipe de Leiningen, y la gran duquesa María Kirílovna de Rusia. La pareja tuvo tres hijos:
- Lavinia María de Yugoslavia (Londres, 1961), quien nació durante el primer matrimonio de su padre siendo registrada como Lavinia María Lane, por lo que tuvo que ser adoptada por este el 15 de septiembre de 1965 tras el enlace de sus padres. Casada primero el 20 de mayo de 1989 con el griego Erastos Dimitrios Sidiropoulos y después casada con Austin Pritchard, no tuvo descendencia de ellos, pero tuvo una hija ilegítima:
  - Nadya María George (11 de diciembre de 1987), la tuvo con Roy Rexford Finnimore, su apellido fue cambiado a Sidiropoulos en 1990, tuvo dos hijos:
    - Andrés Aristóteles Sidiropoulos (22 de febrero de 1990).
    - Luca Orlando Christopher Prichard-Levy (14 de febrero de 2000).
- Carlos Vladimiro Cirilo Andrés de Yugoslavia (Londres, 1964)., se casó el 18 de abril de 2000 con Brigitte Müller, tuvieron un hijo:
  - Príncipe Cirilo de Yugoslavia (nacido muerto en julio/agosto de 2001).
- Demetrio Iván Miguel de Yugoslavia (Londres, 1965), soltero y sin descendencia.

En 1972, los  príncipes se divorciaron en Fráncfort del Meno.
El príncipe Andrés se volvió a casar por tercera vez con la serbia Eva Maria Andjelkovich (1926-2020) el 30 de marzo de 1974 en Palm Beach, California. La pareja no tuvo hijos.

## Fallecimiento
Andrés de Yugoslavia falleció de un ataque al corazón aunque según otra versión se suicidó con monóxido de carbono en su auto en Irvine, California. Sus restos fueron trasladados a Belgrado en el 2013 y fueron enterrado en Oplenac en un funeral de estado junto a los de su hermano el rey Pedro II.

## Títulos y tratamientos
Esta tabla aún no está actualizada. Puedes contribuir aportando información sobre títulos y tratamientos de esta persona.

## Distinciones honoríficas

### Distinciones honoríficas yugoslavas
- Caballero Gran Cruz de la Orden de la Estrella de Karađorđević.
- Caballero Gran Cruz de la Orden de la Corona.[1]